# Aleksander Baliński
Aleksander Baliński – polski lekarz okresu renesansu, medyk króla Aleksandra Jagiellończyka.

## Życiorys
Nic nie wiadomo o pochodzeniu Balińskiego, nie jest nawet pewne, czy faktycznie był lekarzem, czy jedynie się za niego podawał. Sam Baliński w swej pracy De praestantia medicinae wskazywał jako swego nauczyciela Jana z Piotrkowa, profesora Akademii Krakowskiej. Nie jest także znane jego właściwe nazwisko, gdyż nazwisko Baliński pochodzi od wsi Balin pod Olkuszem, którą otrzymał jako posag żony.
Baliński cieszył się dużą popularnością, szczególnie wśród krakowskich mieszczan, których nie zrażało nawet wysokie honorarium, wynoszące sto złotych, którego żądał. Z tego powodu lekarze krakowscy nazywali go setnikiem.
Gdy w 1506 roku zachorował przebywający w Wilnie król Polski Aleksander Jagiellończyk, ze stolicy Litwy wysłano do Balińskiego posłańców. Lekarz zgodził się wybrać do Wilna, by leczyć władcę, zażądał jednak za tę usługę trzystu złotych i dostępu do królewskiej apteki.
Baliński zastosował wobec króla terapię nietypową, która nie przyniosła skutków, co więcej stan monarchy zaczął się pogarszać. Na wyraźne żądanie królewskiego lekarza, Macieja z Błonia, Baliński został usunięty z dworu i osadzony w areszcie. Po zaprzestaniu kuracji zdrowie króla nieznacznie się poprawiło, zaś sam Baliński zbiegł z więzienia do Krakowa.
Król zmarł kilka miesięcy później, a Baliński został w Krakowie ponownie aresztowany i osadzony w więzieniu, z którego wkrótce go zwolniono z powodu stanu zdrowia. Od tego czasu w źródłach brak wzmianek o kontynuowaniu kariery medycznej, być może zakazano mu jej, ale nie ma na to dowodów. Baliński próbował jeszcze zajmować się alchemią, a zadłużywszy się u mieszczan uciekł. Dalsze jego losy, jak i miejsce śmierci nie są znane.
Jest autorem pracy De praestantia medicinae, czyli O wspaniałościach medycyny, która jednak nie zachowała się do dziś.